# Racova, Mehedinți
Racova este un sat în comuna Ilovăț din județul Mehedinți, Oltenia, România.